# 越南裔加拿大人
越南裔加拿大人  指祖先來自越南的加拿大公民，2016年，有240,615名越南裔加拿大人，其中大多数居住在安大略、艾伯塔和魁北克。

## 歷史
1975年越戰結束後，越南人開始在1970年代中期和1980年代初期作為難民或船民抵達加拿大，在此之前已有數千人居住在魁北克，其中大多數是留學生。
西貢淪陷後，有兩波越南移民湧入加拿大。第一波主要由中產階級移民組成，這些移民中的許多人都會說法語和/或英語，並因其專業技能而受到加拿大的歡迎。
第二波浪潮由南越難民組成，他們逃離了南越，他們當中許多為華裔，這些難民被稱為「船民」。
1979到1980年，加拿大接收了6萬名越南難民。大多數新來移民是由個人、寺廟和教堂團體捐助救濟的，並定居在安大略省多倫多、不列顛哥倫比亞省溫哥華、曼尼托巴省溫尼伯和魁北克省蒙特利爾周圍地區。  1975年至1985年間，有11萬人在加拿大重新定居（安大略省23,000人；魁北克省13,000人；艾伯塔省8,000人；不列顛哥倫比亞省7,000人；馬尼托巴省5,000人；薩斯喀徹溫人；不列顛哥倫比亞省7,000人；馬尼托巴省5,000人；薩斯喀徹溫人省3,000人；濱海省2,000人）。隨著時間的推移，大多數人最終定居在城鎮城市中心地區。
越南移民潮出現在 1980 年代末和 1990 年代，戰後越南的難民和移民階層都進入加拿大。這些群體定居在城市地區，特別是多倫多、溫哥華、蒙特婁和卡加利。

## 人口統計
根据2011年加拿大人口普查，大约50％的越南加拿大人确定为佛教徒，25％的人确定为基督徒，其余的人则报稱無宗教信仰。
| 省                 | 越裔人口 |
| ------------------ | -------- |
| 安大略省           | 107,640  |
| 魁北克省           | 43,080   |
|                    | 41,435   |
|                    | 36,780   |
| 曼尼托巴省         | 5,850    |
| 薩斯喀徹溫省       | 3,690    |
| 新斯科舍省         | 760      |
|                    | 885      |
|                    | 245      |
| 育空地區           | 85       |
| 愛德華王子島省     | 85       |
| 紐芬蘭與拉布拉多省 | 75       |
| 努納武特地區       | 10       |
| 加拿大 (2016)      | 240,615  |
| 加拿大 (2011)      | 220,420  |

| 市                                 | 省             | 2016年越裔人口 | 2011  |
| ---------------------------------- | -------------- | -------------- | ----- |
| 大多伦多                           | 安大略         | 73,740         |       |
| 大蒙特利爾                         | 魁北克         | 38,660         |       |
| 大温哥华                           | 卑詩           | 34,915         |       |
| 卡尔加里                           | 阿尔伯塔       | 21,010         |       |
| 埃德蒙頓地區                       | 阿尔伯塔       | 14,180         |       |
| 加拿大國家首都地區 (渥太華-加蒂諾) | 安大略, 魁北克 | 9,650          |       |
| 温尼伯都會區                       | 曼尼托巴       | 5,580          |       |
| 滑铁卢区                           | 安大略         | 5,555          |       |
| 哈密尔顿                           | 安大略         | 4,855          |       |
| 稳梳                               | 安大略         | 2,555          | 2,160 |

## 外部連結
越南裔加拿大人組織
- Vietnamese Canadian Federation （页面存档备份，存于） (Non-profit organization)
- Fondation VinaVie Humanitaire （页面存档备份，存于） (Non-profit organization)
- Vietnamese Canadian Community of Ottawa （页面存档备份，存于） (Non-profit organization)
- Radio Tieng Noi Tre （页面存档备份，存于） (Non-profit organization)
- Youths In Action Sports （页面存档备份，存于） (Non-profit organization)
- UniAction - Promoting Vietnamese culture and history among other communities （页面存档备份，存于） (Non-profit organization)

關於越南裔加拿大人
- . CinemaClock.   [2022-07-25]. （原始内容存档于2017-08-16）.
- History of Vietnamese Canadians （页面存档备份，存于） (Source: the Canada's Digital Collections)
- Civilization.ca - Boat People No Longer: Vietnamese Canadians - Religion （页面存档备份，存于） (the Canadian Museum of Civilization)
- Vietnamese （页面存档备份，存于） (Discover Vancouver)
- Welcome to Canada （页面存档备份，存于） (CBC Archives)
- Sponsoring refugees: Canadians reach out （页面存档备份，存于） (CBC Archives)
- Multicultural Canada website （页面存档备份，存于） Vietnamese Boat People collection including photographs, correspondence, books, magazines, oral histories, newsletters, personal items, and organizational records.

1. ↑  不包括香港人和台灣人